# Bandera de Vermont
La bandera de Vermont consiste en el escudo del estado estadounidense Vermont sobre un campo azul. La actual bandera fue adoptada por la Asamblea General de Vermont el 1 de junio de 1923. 
Las distintas versiones de la bandera se han incluido a través de la historia. Originalmente, la bandera fue la misma que la Bandera de la Green Mountain Boys. Entonces se cambió a un aspecto similar a la bandera de los Estados Unidos, que consta de franjas rojas y blancas y una azul esquina superior izquierda. Se ha cambiado a ser diferentes para evitar la confusión. Las propuestas se han puesto al volver la espalda a la bandera de los Green Mountain Boys, pero ninguno ha tenido éxito.

## Banderas históricas
| Imagen | Uso                                                                                       |
| ------ | ----------------------------------------------------------------------------------------- |
|        | Usado durante República de Vermont. Desde 1 de junio de 1770 hasta el 30 de abril de 1804 |
|        | Desde el 1 de mayo de 1804 – 19 de octubre de 1837                                        |
|        | Desde el 20 de octubre de 1837 hasta 31 de mayo de 1923                                   |